# Karl-Carstens-Brücke

Brücke über dem Werdersee (von Westen)

Die Karl-Carstens-Brücke ist eine die Weser überquerende Straßenbrücke in Bremen. Bis 1999 hieß sie offiziell Werderbrücke (das Wort „Werder“ bezeichnet eine Flussinsel), da sie den Stadtwerder überspannt, dann erfolgte die Umbenennung in Karl-Carstens-Brücke – nach dem ehemaligen deutschen Bundespräsidenten Karl Carstens, der aus Bremen stammte. 
Umgangssprachlich ist die Querung in Bremen hauptsächlich unter der Bezeichnung Erdbeerbrücke bekannt. Diese erinnert an die großen Erdbeerplantagen, die es früher in Habenhausen gab.

## Verlauf
Die Brücke verbindet die beiden Bremer Ortsteile Habenhausen in Obervieland und Hastedt in Hemelingen für Straßenfahrzeuge und Fußgänger. Sie liegt bei Mittelweserkilometer 362,95, etwa 800 Meter flussabwärts des Weserwehres.
Von Süden, aus Habenhausen kommend, ist die Brücke die Verlängerung der Habenhauser Brückenstraße. Sie überquert zunächst auf 201 Metern Länge den Werdersee (die Verlängerung der kleinen Weser) und verläuft anschließend für 242 Meter als Hochstraße quer durch Kleingartengebiete über den Stadtwerder. Dort gibt es eine Spiralrampe als Wegeverbindung zwischen Brücke und Geländeoberfläche. Das letzte Teilstück bildet die Weserquerung, die 175 Meter lang ist. Anschließend heißt die Straße Hastedter Brückenstraße.

## Geschichte
Mit dem Bau der Brücke wurde am 17. November 1966 begonnen. Nach mehr als dreijähriger Bauzeit wurde sie am 15. Juni 1970 zunächst nur für Fußgänger und Radfahrer eröffnet. Ein Jahr später, am 29. Juni 1971, beschloss die Bremer Baudeputation das Bauwerk auf den Namen Werderbrücke zu taufen. Am 25. September 1971 wurde die Brücke für den allgemeinen Verkehr freigegeben.
Ab Juni 2007 wurde die Brücke umfangreich saniert. Zwischen Februar und August 2008 war die Brücke für den Autoverkehr gesperrt, abgesehen von einem  Shuttle-Bus. Die Kosten für die Sanierungsarbeiten beliefen sich auf 4,5 Millionen Euro. Am 30. August 2008 wurde die Brücke wieder für den Verkehr freigegeben.